# Louis-Marie de La Révellière-Lépeaux
Louis Marie de La Révellière-Lépeaux (24 de agosto de 1753 – 24 de marzo de 1824) fue un político francés de la época de la Revolución Francesa, siendo uno de los líderes del Directorio.

## Biografía
Nacido en una familia de terratenientes de Poitou, estudió Derecho y ejerció como abogado. Fue elegido representante del tercer estado por la senescalía de Anjou en los Estados generales de 1789.
Elegido miembro de la Convención en 1792. En febrero de 1793 se opuso a Robespierre en un contundente artículo en La Chronique de Paris, titulado Cromwellismo. En abril, no logró ingresar al Comité de Seguridad Pública, recibió 146 votos y quedó décimo entre dieciocho, consiguiendo el puesto sólo los primeros nueve miembros. En agosto de 1793, La Révellière-Lépeaux dimitió por motivos de salud. Llevó una vida de proscrito y sólo regresó a la Convención después de la caída de Robespierre.
Fue miembro de la comisión encargada de redactar la Constitución del Año III. Ejerció el cargo de presidente de la Convención del 19 de julio de 1795 al 3 de agosto de 1795. Fue elegido Director, uno de los cinco que formaban el Directorio, el 1 de noviembre de 1795.
En el Directorio, Louis-Marie de la Révellière-Lépeaux se ocupó principalmente de cuestiones culturales y religiosas: redacción conjunta de la constitución civil del clero, creación del Instituto de Francia, difusión de la teofilantropía, la religión racional y el culto decenal. Preparó con Paul Barras y Jean-François Reubell el Golpe de Estado del 18 de fructidor del año V (4 de septiembre de 1797) contra los otros dos directores: Barthélémy y Carnot. 
Durante el golpe de Estado del 30 Prairial año VII, tuvo que dimitir bajo la presión de Barras y Sieyès, porque lo consideraban responsable de las derrotas de Francia.
Vivió otros veinticinco años, sin ninguna actividad política. Publicó unas memorias, que fueron publicadas póstumamente en 1873 (véase apartado "Publicaciones", abajo). Murió el 27 de marzo de 1824 y fue enterrado en el cementerio de Père-Lachaise (39.ª división).

## Publicaciones
- Arrêtés du Directoire exécutif, concernant les militaires employés dans l'intérieur. A Paris: De l'Imprimerie du Dépôt des lois, 1796
- Arrêté du Directoire exécutif, concernant l'application à faire des lois sur les émigrés, aux habitans des départemens réunis qui ont passé en pays étranger pendant le cours de l'an II, et ne sont pas rentrés dans les trois mois de la publication de la loi du 9 vendémiaire, an IV. A Paris: De l'Imprimerie du Dépôt des lois, 1796
- Réflexions sur le Culte, sur les Cérémonies civiles et sur les Fêtes Nationales, 1797
- Réponses de L.M. Révellière-Lépeaux, aux dénonciations portées au Corps Législatif contre lui et ses anciens collègues, 1799
- Notice du patois vendéen. Précédée d'une biographie de l'auteur, 1867
- Mémoires de La Revellière-Lépeaux. Membre du Directoire executif de la République Française et de l'Institut national. Tome premier; Tome dieuxième; Tome troisième, publiés par son fils. Paris: Libraire Plon. 1895